# Goniurosaurus liboensis
Espèce
Goniurosaurus liboensis est une espèce de geckos de la famille des Eublepharidae.

## Répartition
Cette espèce est endémique du Guizhou en Chine.

## Étymologie
Son nom d'espèce, composé de libo et du suffixe latin -ensis, « qui vit dans, qui habite », lui a été donné en référence au lieu de sa découverte, le xian de Libo.

## Publication originale
- Wang, Yang & Grismer, 2013 : A New Species of Goniurosaurus (Squamata: Eublepharidae) from Libo, Guizhou Province, China. Herpetologica, vol. 69, no 2, p. 214-226.